# Commercial Union Assurance Masters 1975 - Singolare
Il singolare del torneo di tennis Commercial Union Assurance Masters 1975, facente parte della categoria Grand Prix, ha avuto come vincitore Ilie Năstase che ha battuto in finale 6–2, 6–2, 6–1  Björn Borg.

## Tabellone

### Legenda
| - Q = Qualificato - WC = Wild card - LL = Lucky loser | - ALT = Alternate - SE = Special Exempt - PR = Protected Ranking | - w/o = Walkover - r = Ritirato - d = Squalificato |

### Finali
|  | Semifinali      | Semifinali      | Semifinali      | Semifinali      | Semifinali | Semifinali | Semifinali |  |  | Finale       | Finale       | Finale       | Finale       | Finale | Finale | Finale |  |
|  |                 |                 |                 |                 |            |            |            |  |  |              |              |              |              |        |        |        |  |
|  | Ilie Năstase    | Ilie Năstase    | Ilie Năstase    | Ilie Năstase    | 6          | 6          | 6          |  |  |              |              |              |              |        |        |        |  |
|  | Guillermo Vilas | Guillermo Vilas | Guillermo Vilas | Guillermo Vilas | 0          | 3          | 4          |  |  | Ilie Năstase | Ilie Năstase | Ilie Năstase | Ilie Năstase | 6      | 6      | 6      |  |
|  | Björn Borg      | Björn Borg      | Björn Borg      | 6               | 3          | 6          | 6          |  |  | Björn Borg   | Björn Borg   | Björn Borg   | Björn Borg   | 2      | 2      | 1      |  |
|  | Arthur Ashe     | Arthur Ashe     | Arthur Ashe     | 4               | 6          | 2          | 2          |  |  |              |              |              |              |        |        |        |  |

### Gruppo Blu
|  |                 | Orantes       | Panatta       | Năstase         | Ashe            | RR W–L | Set W–L | Game W–L | Classifica |
|  | Manuel Orantes  |               | 6–4, 7–6      | 6–3, 4–6, 4–6   | 4–6, 1–6        | 1–2    | 3–4     | 32–37    | 3          |
|  | Adriano Panatta | 4–6, 6–7      |               | 6–7, 6–3, 0–6   | 6–7, 3–6        | 0–3    | 1–6     | 31–42    | 4          |
|  | Ilie Năstase    | 3–6, 6–4, 6–4 | 7–6, 3–6, 6–0 |                 | 6–1, 5–7, 1–4 d | 2–1    | 5–3     | 43–40    | 2          |
|  | Arthur Ashe     | 6–4, 6–1      | 7–6, 6–3      | 1–6, 7–5, 4–1 d |                 | 3–0    | 6–1     | 47–36    | 1          |

La classifica viene stilata in base ai seguenti criteri: 1) Numero di vittorie; 2) Numero di partite giocate; 3) Scontri diretti (in caso di due giocatori pari merito ); 4) Percentuale di set vinti o di games vinti (in caso di tre giocatori pari merito ); 5) Decisione della commissione.

### Gruppo Bianco
|  |                 | Solomon       | Ramírez       | Vilas         | Borg          | RR W–L | Set W–L | Game W–L | Classifica |
|  | Harold Solomon  |               | 5–7, 6–3, 6–3 | 3–6, 3–6      | 2–6, 2–6      | 1–2    | 2–5     | 27–37    | 3          |
|  | Raúl Ramírez    | 7–5, 3–6, 3–6 |               | 4–6, 0–6      | 3–6, 3–6      | 0–3    | 1–6     | 17–41    | 4          |
|  | Guillermo Vilas | 6–3, 6–4      | 6–4, 6–0      |               | 7–5, 4–6, 6–1 | 3–0    | 6–1     | 41–23    | 1          |
|  | Björn Borg      | 6–2, 6–2      | 6–3, 6–3      | 5–7, 6–4, 1–6 |               | 2–1    | 5–2     | 36–27    | 2          |

La classifica viene stilata in base ai seguenti criteri: 1) Numero di vittorie; 2) Numero di partite giocate; 3) Scontri diretti (in caso di due giocatori pari merito ); 4) Percentuale di set vinti o di games vinti (in caso di tre giocatori pari merito ); 5) Decisione della commissione.